# Caravane du livre et de la lecture

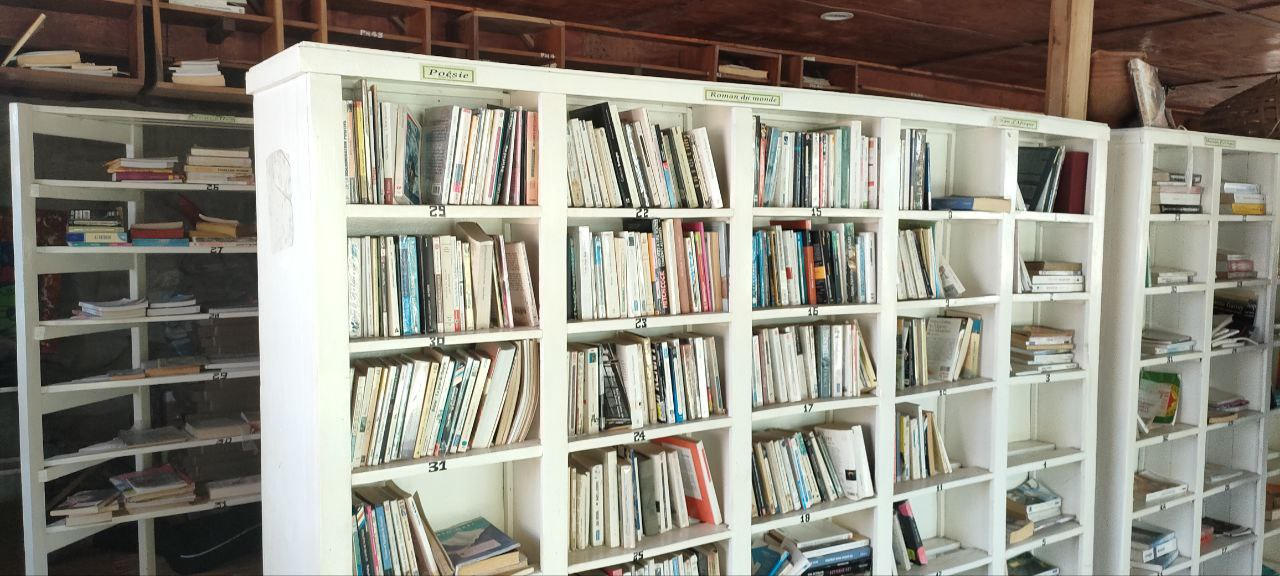
Livres

La Caravane du livre et de la lecture est une initiative culturelle soutenue par les libraires francophones de différents pays et divers partenaires, favorisant la promotion de la lecture et de la littérature.

## Historique
La Caravane du livre et de la lecture a été initiée en 2004 par les libraires faisant partie de l'Association Internationale des libraires francophones. Cette initiative a été rendue possible grâce au soutien de la Direction du livre et de la lecture, de l'Organisation Internationale de la Francophonie, du Ministère des Affaires Étrangères, ainsi que des services culturels des ambassades de France. Diverses sont les missions de la Caravane du livre, qui cherchent avant tout à mettre en avant la production littéraire francophone provenant du Sud et du Nord, à faciliter l'accès au livre, et à promouvoir la lecture auprès d'un large auditoire.

## Objectifs
Les divers événements itinérants organisés dans les établissements scolaires, les bibliobus ou wagons bibliothèques, ainsi qu'au sein des CCF du pays, touchent près de 100 000 personnes. Leurs objectifs sont de promouvoir la littérature africaine, d'élargir l'offre littéraire souvent limitée aux auteurs prescrits en mettant en valeur la production locale, de positionner le libraire en tant qu'agent culturel capable de susciter l'intérêt des lecteurs en ciblant de nouveaux publics, et de cultiver le goût de la lecture et du "plaisir de lire" à travers diverses animations festives,.
Quels sont les éléments proposés par la Caravane du Livre et de la Lecture ?
- Offrir des livres de littérature africaine à des tarifs avantageux afin de sensibiliser les foyers africains à l'importance de la lecture;
- Organiser des événements culturels gratuits dans des capitales, des villes, et même dans des villages éloignés;
- Explorer les voix de la littérature africaine en mettant en avant des auteurs et des autrices qui représentent la diversité de la littérature francophone contemporaine;
- Célébrer et rendre la lecture accessible à travers une série d'animations élaborées par les libraires, telles que des ateliers de bande dessinée, des performances de slameurs, des projections de cinéma itinérant, ainsi que des conférences.

## Participants
La Caravane du Livre et de la Lecture réunit une vingtaine de librairies africaines, membres de l'Association Internationale des Libraires Francophones. Elles présentent des expositions-ventes d'ouvrages de littérature africaine à des prix attractifs, ainsi que des animations littéraires, pédagogiques et culturelles ouvertes au grand public. Cette initiative parcourt les routes de neuf pays d'Afrique subsaharienne (Bénin, Burkina Faso, Côte d'Ivoire, Ghana, Mali, Niger, Sénégal, Togo, Tchad) et traverse plus de 47 communes. Quatre pays ont pris part à la première Caravane du Livre en 2004,,. Elle engage la collaboration d'environ quarante librairies dans ces pays, chacune proposant une sélection de plus de 3000 titres issus d'un catalogue regroupant plus de 110 éditeurs francophones du Nord et du Sud. Cette initiative vise à élargir l'éventail de choix littéraires en mettant en avant une diversité de contenus provenant d'éditeurs de différentes régions francophones.

## Editions
- La 1ère édition s'est déroulé en 2004[1].
- L'édition 2005 s'est déroulée du 5 au 12 novembre[9].
- La caravane édition 2018 s'est tenu de 7 au 10 novembre sous le thème « La Lecture : un sport cérébral pour notre bien-être »[10].
- La Caravane du Livre et de la Lecture s'est tenue du 26 novembre au 04 décembre 2019 à Cotonou[1].
- La 14ème édition s'est déroulé du 1er au 18 novembre 2023 sous le thème « les héroïnes africaines dans la littérature ». La caravane a parcouru les villes de Cotonou, Porto-Novo, Abomey-Calavi et Parakou [6].